# Children of Divorce (pel·lícula de 1927)
Children of Divorce és una pel·lícula muda dirigida per Frank Lloyd i Josef von Sternberg (no surt als crèdits) i protagonitzada per Clara Bow, Esther Ralston i Gary Cooper entre d'altres. Basada en la novel·la homònima d'Owen Johnson, la pel·lícula es va estrenar el 2 d'abril de 1927. Cooper i Bow s'enamoraren en aquesta pel·lícula però la seva relació no durà gaire temps.

## Argument
Jean Waddington i Ted Larrabee són amics des de l'infància. Quan es fan grans Jean s'enamora de Ted. Tots dos han crescut en famílies divorciades fills d'un pare irresponsable. Per això Jean no pensa casar-s'hi fins que Ted demostri la seva vàlua. Kitty, l'amiga comuna de tots dos, fa una festa salvatge a l'edifici on Ted ha obert una oficina i ell decideix assistir-hi. També hi ha el príncep Ludovico de Sfax, protegit pel seu guardià el duc de Gondreville, i aquest se sent atret per Kitty. El duc li prohibeix però que tingui una aventura amb ella a causa de la seva pobresa. En una nit de borratxera Ted i Kitty s'acaben casant i Jean, desconsolada, marxa a Europa. Més tard, Kitty i Ted arriben amb el seu fill i l'amor del príncep es revifa. En adonar-se que no existeix cap vincle d'afecte entre ella i Ted, Kitty pren verí i Ted es retroba amb Jean.

## Repartiment
- Clara Bow (Kitty Flanders)
- Esther Ralston (Jean Waddington)
- Gary Cooper (Edward D. 'Ted' Larrabee)
- Einar Hanson (príncep Ludovico de Sfax)
- Norman Trevor (duc Henri de Goncourt)
- Hedda Hopper (Katherine Flanders)
- Edward Martindel (Tom Larrabee)
- Julia Swayne Gordon (princesa de Sfax)
- Tom Ricketts (el secretari)
- Albert Gran (Mr. Seymour)
- Iris Stuart (Mousie)
- Margaret Campbell (mare superiora)
- Percy Williams (Manning)
- Joyce Coad (Kitty de petita)
- Yvonne Pelletier (Jean de petita)
- Marion Feducha (Ted de petit)
- Mary Louise Miller (germana de Kitty)